# 萨林达琴
萨林达琴，一种由印度较低微的种姓使用的民间提琴。源自中亚，现有各种独特外形，常像一个口袋或提包。琴身为木制，短颈，无品，横弦轴插进立方体的弦轴箱。有3根马尾或羊肠线的弦。